# 전주기전대학
전주기전대학(全州紀全大學, Jeonju Kijeon College)은 대한민국 전북특별자치도 전주시의 사립 전문대학이다.

## 연혁
1973년 12월, 학교법인 호남기독학원의 조세환에 의하여 기전여자전문학교가 설립되었다. 이듬해인 1974년 3월 1일 개교하였으며, 1979년 3월 전문대학으로 개편되며 기전여자전문대학으로 교명을 변경하였다. 1998년 5월 전주기전여자대학으로 교명을 변경하고, 2005년 12월, 남녀공학 교육기관으로 변모하여 전주기전대학으로 교명을 변경하여 현재에 이르고 있다.

## 교육편제
전주기전대학은 별도의 학부 단위 설치 없이 계열을 설정하여 전문학사 학위 과정을 편성하고 있다. 보건의료인 양성학과, 교원양성학과, 동물산업학과, 융합산업학과, 평생학습학과 등 5계열을 설정하고, 하위로 35개 전공을 편성하고 있다.

## 캠퍼스 풍경
전주기전대학은 전북특별자치도 소재 사립 전문대학으로, 중화산동에 그 교사가 위치한다. 캠퍼스는 약 10동의 건축물이 위치하고 있다.